# 松本友
松本 友（まつもと ゆう、1995年2月5日 - ）は、福岡県糟屋郡宇美町出身の元プロ野球選手（内野手）。右投左打。

## 経歴

### プロ入り前
3つ上の兄の影響で小学校3年生の頃に野球を始め、宇美町立宇美東中学校時代は、「宇美スターズ」で遊撃手兼外野手としてプレーする。
高校は東福岡高等学校に進学。東北楽天ゴールデンイーグルスに入団したエース・森雄大と共に臨んだ3年生の夏の第94回選手権福岡大会おいて、準々決勝の対福岡大付属大濠高校戦で1番・左翼手で出場し、5打数2安打1打点の活躍をするが、4対7で敗れ甲子園出場はならなかった。
大学は明治学院大学に進学し、1年春に首都大学野球2部（Bグループ）の首位打者とベストナインを獲得するが、2年生以降は思うような結果が残せず低迷した。大学で野球をやめることを考えていたが、周囲のアドバイスもあり、ベースボール・チャレンジ・リーグの福井ミラクルエレファンツの練習に参加。入団が決まった。背番号は1。

### BCリーグ・福井時代
2017年、58試合に出場し、打率.301、1本塁打、24打点、9盗塁を記録するが、満足いく結果は残せなかった。続けるかどうか迷ったが、「もともと2年って決めていたので、最後の1年頑張ろうと思って臨んだ」とコメントしている。
2018年、68試合フルイニング出場する中、打率.326、101安打（リーグ2位）、17二塁打（同7位タイ）、三塁打9本（同1位タイ）、7本塁打、20盗塁を記録し、9月の月間MVPを獲得する。
10月25日に行われたプロ野球ドラフト会議において、東京ヤクルトスワローズから育成ドラフト2位指名を受け、支度金300万円、年俸240万円（金額は推定）で契約合意に達し、12月7日、入団発表会見が行われた。背番号は117。

### ヤクルト時代
2020年、7月8日付けで支配下選手登録された。背番号は93。10月4日に一軍初昇格を果たした。オフに背番号を65へ変更した。プロ初安打も記録。
2021年、27試合に出場し、打率.353を記録した。
2022年、イースタン・リーグでチームトップの86試合に出場。エスタミー・ウレーニャとタイ記録の57打点を記録し、打点王のタイトルを獲得。本塁打13本はチームトップだった。一軍でも少ない打席ながら打率.353を記録した。
2023年は一軍での出場がなく、10月31日に球団から戦力外通告を受け、現役を引退した。

### 現役引退後
引退後は2024年1月に予定されている警視庁の採用試験を受け、警察官に転身することを決断した。2024年3月27日、警察官試験に合格したことを発表した。将来はSPや機動隊を目指したいと語っている。

## 選手としての特徴
パンチ力を秘めるシュアな打撃と内・外野をこなすユーティリティー性が魅力。50m走のタイムは6秒0、遠投100mを記録している。

## 人物
- 同じく福井ミラクルエレファンツから阪神タイガースに入団した片山雄哉は、ライバルでありお互いを支え合う仲だった[6]。
- 松本の宇美東中学校時代の生活をモデルとした道徳教育の本が、「道徳教育 2010年5月号」（明治図書出版）として書籍化されている[1]。
- 憧れのプロ野球選手はイチロー[17]、鳥谷敬[15]。
- 2021年1月に一般女性と結婚した[18]。

## 詳細情報

### 年度別打撃成績
| 年 度     | 球 団     | 試 合 | 打 席 | 打 数 | 得 点 | 安 打 | 二 塁 打 | 三 塁 打 | 本 塁 打 | 塁 打 | 打 点 | 盗 塁 | 盗 塁 死 | 犠 打 | 犠 飛 | 四 球 | 敬 遠 | 死 球 | 三 振 | 併 殺 打 | 打 率 | 出 塁 率 | 長 打 率 | O P S |
| --------- | --------- | ----- | ----- | ----- | ----- | ----- | -------- | -------- | -------- | ----- | ----- | ----- | -------- | ----- | ----- | ----- | ----- | ----- | ----- | -------- | ----- | -------- | -------- | ----- |
| 2020      | ヤクルト  | 9     | 11    | 10    | 2     | 2     | 1        | 0        | 0        | 3     | 0     | 0     | 0        | 0     | 0     | 1     | 0     | 0     | 3     | 1        | .200  | .273     | .300     | .573  |
| 2021      | ヤクルト  | 27    | 41    | 34    | 8     | 12    | 4        | 0        | 0        | 16    | 2     | 1     | 0        | 0     | 0     | 7     | 1     | 0     | 8     | 0        | .353  | .463     | .471     | .934  |
| 2022      | ヤクルト  | 7     | 19    | 17    | 4     | 6     | 1        | 0        | 0        | 7     | 0     | 0     | 0        | 0     | 0     | 2     | 0     | 0     | 5     | 0        | .353  | .421     | .412     | .833  |
| 通算：3年 | 通算：3年 | 43    | 71    | 61    | 14    | 20    | 6        | 0        | 0        | 26    | 2     | 1     | 0        | 0     | 0     | 10    | 1     | 0     | 16    | 1        | .328  | .423     | .426     | .849  |

### 年度別守備成績
| 年 度 | 球 団    | 一塁  | 一塁  | 一塁  | 一塁  | 一塁  | 一塁     | 外野  | 外野  | 外野  | 外野  | 外野  | 外野     |
| 年 度 | 球 団    | 試 合 | 刺 殺 | 補 殺 | 失 策 | 併 殺 | 守 備 率 | 試 合 | 刺 殺 | 補 殺 | 失 策 | 併 殺 | 守 備 率 |
| ----- | -------- | ----- | ----- | ----- | ----- | ----- | -------- | ----- | ----- | ----- | ----- | ----- | -------- |
| 2020  | ヤクルト | 2     | 5     | 1     | 0     | 0     | 1.000    | -     | -     | -     | -     | -     | -        |
| 2021  | ヤクルト | 8     | 38    | 1     | 0     | 2     | 1.000    | 3     | 3     | 0     | 0     | 0     | 1.000    |
| 2022  | ヤクルト | 1     | 6     | 0     | 0     | 0     | 1.000    | 4     | 4     | 0     | 0     | 0     | 1.000    |
| 通算  | 通算     | 11    | 49    | 2     | 0     | 2     | 1.000    | 7     | 7     | 0     | 0     | 0     | 1.000    |

### 記録

#### NPB
初記録
- 初出場・初打席：2020年10月4日、対広島東洋カープ17回戦（明治神宮野球場）、5回裏に風張蓮の代打として出場、中村祐太から遊飛
- 初安打：2020年10月10日、対広島東洋カープ20回戦（MAZDA Zoom-Zoom スタジアム広島）、7回表にケムナ誠から遊撃内野安打 ※明治学院大学出身のNPB選手として初安打である。
- 初先発出場：2020年10月20日、対読売ジャイアンツ17回戦（明治神宮野球場）、7番・一塁手で先発出場
- 初打点：2021年4月8日、対広島東洋カープ3回戦（明治神宮野球場）、3回裏に中村祐太から左前適時打

### 独立リーグでの打撃成績
| 年 度     | 球 団     | 試 合 | 打 数 | 得 点 | 安 打 | 二 塁 打 | 三 塁 打 | 本 塁 打 | 塁 打 | 打 点 | 三 振 | 四 球 | 死 球 | 犠 打 | 犠 飛 | 盗 塁 | 失 策 | 併 殺 打 | 打 率 | 出 塁 率 | 長 打 率 | O P S |
| --------- | --------- | ----- | ----- | ----- | ----- | -------- | -------- | -------- | ----- | ----- | ----- | ----- | ----- | ----- | ----- | ----- | ----- | -------- | ----- | -------- | -------- | ----- |
| 2017      | 福井      | 58    | 206   | 22    | 62    | 8        | 3        | 1        | 79    | 24    | 43    | 25    | 4     | 3     | 1     | 9     | 9     | 6        | .301  | .386     | .383     | .769  |
| 2018      | 福井      | 68    | 310   | 57    | 101   | 16       | 9        | 7        | 156   | 60    | 75    | 27    | 5     | 0     | 3     | 20    | 14    | 5        | .326  | .386     | .503     | .889  |
| 通算：2年 | 通算：2年 | 126   | 516   | 79    | 163   | 24       | 12       | 8        | 235   | 84    | 118   | 52    | 9     | 3     | 4     | 29    | 23    | 11       | .316  | .386     | .455     | .841  |

### 背番号
- 1（2017年 - 2018年）
- 117（2019年 - 2020年7月7日）
- 93（2020年7月8日 - 同年終了）
- 65（2021年 - 2023年）

### 登場曲
- 「君の太陽」山猿（2020年 - 2023年）